# Die drei Mädels von der Tankstelle
Die drei Mädels von der Tankstelle ist ein deutscher Kinofilm von Peter F. Bringmann aus dem Jahr 1997 mit Wigald Boning und Axel Milberg.

## Handlung
Millionärssohn Wigald hasst alle Frauen. Schuld daran ist seine gefühlskalte Mutter, die ihren Sprössling zwar materiell verwöhnt, aber nie wirklich geliebt hat. Trost und Rat findet er bei seinem Freund und Psychiater Volker, Liebe bei seinem weißen Pudel Schopenhauer. 
Nach dem Tod seiner vermögenden Mutter muss er sich einer heiklen Aufgabe stellen, bevor er das Millionenerbe antreten kann. 
Er soll an jener, inzwischen heruntergekommenen Tankstelle, die einst den finanziellen Aufstieg der Familie begründete, sein geschäftliches Talent unter Beweis stellen. Es gibt nur ein Problem: Die Tankstelle wurde erst kürzlich an drei Frauen verpachtet. Notgedrungen muss Wigald sich mit den "Mädels" arrangieren.

## Kritik
„Eine extrem anspruchslose Mischung aus Blödel-Komödie und Girlie-Trend-Clip, die mit einem Minimum an geistigem wie inszenatorischem Aufwand eine Art neudeutsche Flachheit zelebriert.“